# Municipio de Courtois
El municipio de Courtois (en inglés: Courtois Township) es un municipio ubicado en el condado de Crawford en el estado estadounidense de Misuri. En el año 2010 tenía una población de 1300 habitantes y una densidad poblacional de 4,92 personas por km².

## Geografía
El municipio de Courtois se encuentra ubicado en las coordenadas 37°56′25″N 91°11′18″O / 37.94028, -91.18833. Según la Oficina del Censo de los Estados Unidos, el municipio tiene una superficie total de 264.45 km², de la cual 264.15 km² corresponden a tierra firme y (0.11%) 0.29 km² es agua.

## Demografía
Según el censo de 2010, había 1300 personas residiendo en el municipio de Courtois. La densidad de población era de 4,92 hab./km². De los 1300 habitantes, el municipio de Courtois estaba compuesto por el 97.92% blancos, el 0.08% eran afroamericanos, el 0.31% eran amerindios, el 0.23% eran asiáticos, el 0.08% eran de otras razas y el 1.38% pertenecían a dos o más razas. Del total de la población el 1% eran hispanos o latinos de cualquier raza.